# Edmund Wickham Lawrence

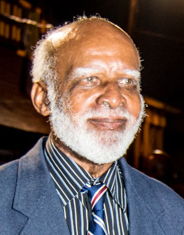
Sir Edmund Lawrence

Sir Edmund Wickham Lawrence GCMG OBE QC JP (* 14. Februar 1932) war Generalgouverneur von Saint Kitts and Nevis von 2013 bis 2015. Seine Vereidigung erfolgte um Mitternacht am 1. Januar 2013.

## Leben
Lawrence begann seine Laufbahn als Grundschullehrer in St. Kitts. Er unterrichtete von 1951 bis 1954. Dann nahm er ein Studium an der Universität London auf und graduierte 1966 mit einem Abschluss in Wirtschaft.
Daraufhin unterrichtete er selbst von 1967 bis 1969 am Walbrook College in London.
1970 kehrte er nach St. Kitts zurück, wo er die St Kitts-Nevis-Anguilla National Bank gründete. Die Bank wuchs im Vermögen von US$75.000 auf über US$1.000.000.000. Sie ist damit eine der größten lokalen Banken in der Ost-Karibik. Lawrence gründete 1972 auch die National Bank Trust Company (NBC), sowie die National Caribbean Insurance Company (CINCH) und die St. Kitts and Nevis Mortgage and Investment Company (MIC, 2001), die zusammen die National Bank Group of Companies bilden.
Er ist darüber hinaus auch Gründungsmitglied des Standing Committee of Chief Executives of Indigenous Commercial Banks (Caribbean Association of Banks) in der Karibischen Gemeinschaft.
Lawrence wurde am 20. Mai 2015 abgesetzt. Samuel Weymouth Tapley Seaton wurde sein Nachfolger.
Auch weiterhin ist Lawrence in verschiedenen Ehrenämtern aktiv, wie im Komitee der Brimstone Hill Fortress National Park Society und Rotary International.

## Familie
Lawrence ist Methodist. Er ist verheiratet mit Lady Hulda. Das Paar hat sechs Kinder.

## Ehrungen
- 1998 Officer des Order of the British Empire (OBE).
- 2009 Companion of the Star of Merit (CSM).
- 2009 Knight Commander des Order of St. Michael and St. George (KCMG),[1] Verleihung durch Königin Elisabeth II. im Buckingham Palace für die Leistungen auf dem Gebiet von Bank- und Finanzwesen.
- 2012 Knight Grand Cross des Order of St. Michael and St. George (GCMG),[1] Verleihung durch Elisabeth II.